# Сулковський Борис Йосипович
Бори́с Йо́сипович Сулко́вський (Сулківський) 30 квітня (12 травня) 1881, Кам'янець-Подільський — ?) — полковник Армії УНР.

## Біографія
Син священика Йосипа Сулковського .
Закінчив Подільську духовну семінарію, Київське піхотне юнкерське училище (1901). Служив у 34-му піхотному Сєвському полку (Полтава), з яким брав участь у Російсько-японській війні. Був кілька разів поранений у праву руку. Закінчив Імператорську Миколаївську військову академію за 1-м розрядом (1913). Під час Першої світової війни обіймав посади старшого ад'ютанта штабу 2-го Сибірського корпусу, старшого ад'ютанта штабу 3-ї Сибірської стрілецької дивізії, штаб-офіцера для доручень штабу 2-го Сибірського корпусу. Полковник з 1917, нагороди: ордени Св. Анни 4-й ст. (1904); Св. Станіслава 3-й ст. (8 травня 1913)
У липні 1917 р. за власним бажанням перевівся на посаду начальника штабу 16-ї піхотної дивізії, яка мала українізуватися. З 29 листопада 1917 р. — начальник штабу 2-го Січового Запорізького (6-го армійського) корпусу військ Центральної Ради. З 15 квітня 1918 р., після остаточної демобілізації корпусу, перебував на посаді начальника господарства валок і парків організаційного відділу Генерального штабу УНР, згодом — Української Держави. З 14 грудня 1918 р. — помічник 1-го генерал-квартирмейстерства штабу військ Директорії. З 5 січня 1919 р. — начальник штабу Ударної групи Січових стрільців Дієвої армії УНР. З 1 лютого 1919 р. — начальник Північної групи Січових стрільців Дієвої армії УНР. З 1 березня 1919 р. — начальник штабу корпусу Січових стрільців Дієвої армії УНР. У квітні—травні 1919 р. перебував під слідством, був виправданий судом. З 1 червня 1919 р. — начальник розвідчого відділу штабу Дієвої армії УНР. У липні-вересні 1919 р. — булавний старшина для доручень штабу Головного Отамана. У квітні—липні 1920 р. — начальник штабу 2-ї стрілецької (згодом — 3-ї Залізної) дивізії Армії УНР. З липня 1920 р. — начальник військово-історичної управи Головного управління Генерального штабу УНР. З 3 листопада 1920 р. — начальник оперативного відділу Генерального штабу УНР. У 1920-х рр. жив на еміграції у Польщі. Подальша доля невідома.